# How a Mosquito Operates
How a Mosquito Operates is een stomme animatiefilm uit 1912 van de Amerikaanse striptekenaar Winsor McCay. De korte film van zes minuten vertelt het verhaal van een slapende man die wordt gekweld door een reusachtige mug. Het was een van de eerste animaties en de film was qua techniek zijn tijd ver vooruit. How a Mosquito Operates is ook bekend onder de titels The Story of a Mosquito en Winsor McCay and his Jersey Skeeters.
McCay beheerste de tekenkunst meesterlijk en was vooral bekend van zijn gedetailleerde tekeningen in de kinderstrip Little Nemo in Slumberland waarmee hij in 1905 begon. Hij verdiepte zich in de opkomende animatiekunst met de succesvolle film Little Nemo uit 1911, waarna hij een aflevering van zijn strip Dream of the Rarebit Fiend bewerkte tot How a Mosquito Operates. McCay maakte het verhaal van de film samenhangender en gaf de personages meer karakter. Dit deed hij door de timing en de bewegingen natuurlijker te maken en meer gewicht in de animatie te brengen.
McCay vertoonde How a Mosquito Operates voor het eerst als onderdeel van zijn vaudevilleshow, waar de film enthousiast werd ontvangen. De personages die hij in deze film had geïntroduceerd werkte hij vervolgens verder uit in zijn bekendste animatiefilm Gertie the Dinosaur uit 1914.

## Synopsis
Een man kijkt ongerust om zich heen voordat hij zijn kamer binnengaat. Een reusachtige mug met een hoge hoed en aktetas vliegt hem achterna door het bovenlicht. Zij doet zich herhaaldelijk tegoed aan het bloed van de slapende man, die haar tevergeefs probeert weg te slaan. De mug drinkt uiteindelijk zoveel dat zij uit elkaar spat.

## Stijl
How a Mosquito Operates is een van de vroegste voorbeelden van een animatie van lijntekeningen. McCay gebruikte vrijwel geen achtergronden en maakte gebruik van de sterke punten van film – een medium dat toen nog in de kinderschoenen stond – door zich te concentreren op de fysieke handelingen van de karakters. De beelden waren zonder geluid en werden niet onderbroken door tussentitels.
Terwijl de mug drinkt wordt zij niet zoals een ballon steeds groter. In plaats daarvan groeit haar achterlijf op een natuurlijke manier en passend bij haar gestalte. Hoe zwaarder zij wordt, hoe moeilijker het voor haar is om het evenwicht te bewaren. Tussen het schransen door doet zij in haar enthousiasme push-ups op de neus van de man en gooit zij haar hoed in de lucht. De mug heeft karakter: zij heeft een hoge dunk van zichzelf, geeft niet op en is sluw (bijvoorbeeld als zij haar zuigsnuit scherpt aan een ronddraaiende slijpsteen). Zij maakt oogcontact met de kijkers en zwaait naar hen.

## Achtergrond

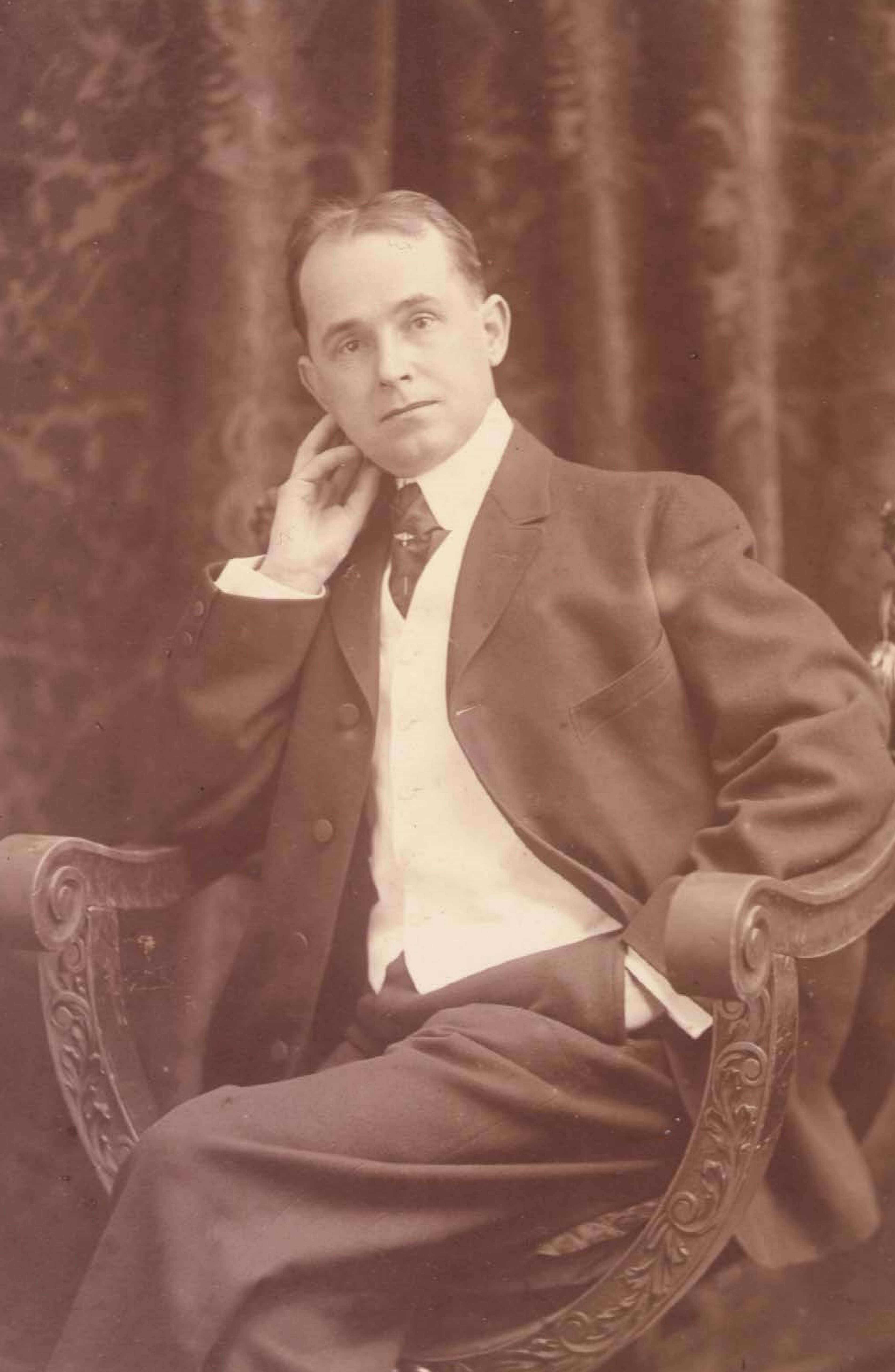
Winsor McCay was – vóór zijn baanbrekend werk op het gebied van animatie – bekend van zijn striptekeningen in de krant

Winsor McCay (1869-1934) ontwikkelde zijn tekenvaardigheden op jonge leeftijd en kon buitengewoon precies en gedetailleerd tekenen. Als jongen verdiende hij zijn boterham met het tekenen van portretten en affiches in dime museums. Hij kon sneltekenen in het openbaar en wist met dit talent massa’s mensen te trekken. In 1898 ging McCay fulltime aan de slag als illustrator bij de krant en in 1903 begon hij met het tekenen van stripverhalen. Zijn grootste stripsucces was de fantasierijke reeks over het jongetje Nemo – Little Nemo in Slumberland – die hij 1905 uitbracht. Het jaar daarop begon McCay met optreden in het vaudevillecircuit, waarbij hij op het toneel een praatje hield en daarbij tekende op een schoolbord.
McCay werd geïnspireerd door de flipboekjes die zijn zoon Robert mee naar huis nam en zei dat hij ‘mogelijkheden zag om bewegende beelden te maken’ van zijn stripverhalen. Hij verklaarde zichzelf tot ‘de eerste man ter wereld die tekenfilms maakte’, hoewel bijvoorbeeld de Amerikaan James Stuart Blackton en de Fransman Émile Cohl al eerder tekenfilms hadden gemaakt en McCay zijn eerste korte tekenfilm had gefotografeerd onder supervisie van Blackton. Hierin had McCay zijn Little Nemo-personages opgenomen. De film ging in 1911 in première in de filmzalen en McCay nam hem al snel op in zijn vaudevilleshow.
De scenes van Little Nemo hebben geen plot: McCay gebruikte zijn eerste film – net als Émile Cohl deed bij zijn eerste experimenten – om de mogelijkheden van het medium te demonstreren: met fantasievolle fragmenten en beweging om de beweging. Mosquito wilde hij geloofwaardiger maken, wat hij deed door bizarre acties te combineren met een natuurlijke timing, beweging en gewicht. Omdat hij in zijn eerste film al had aangetoond dat tekeningen in beweging konden worden gebracht, introduceerde hij in de tweede film een eenvoudig verhaal.
In vaudeville-acts en humoristische tijdschriften werden vaak grappen gemaakt over de grote muggen in New Jersey die ‘Jersey skeeters’ werden genoemd. McCay had muggen gebruikt in zijn stripverhalen, zo ook in een fragment van Little Nemo waarin een zwerm muggen Nemo aanvalt als hij terugkomt van een reis naar Mars. McCay kwam op het idee voor de film door een fragment uit zijn stripverhaal Dream of the Rarebit Fiend van 5 juni 1909, waarin een mug (zonder hoge hoed of aktetas) zich tegoed doet aan de alcohol totdat zij zo opgezwollen en dronken is dat zij niet meer kan vliegen.

McCay baseerde de film op een aflevering van zijn strip Dream of the Rarebit Fiend (5 juni 1909)

## Productie en release
McCay begon in mei 1911 aan de film. Kort daarna stopte hij bij de New York Herald en ging hij in dienst bij de krantenmagnaat William Randolph Hearst. Dit toonde aan dat zijn ster rijzende was. In juli werd in een tijdschriftadvertentie een ‘film bestaande uit zesduizend schetsen’ aangekondigd, ‘...[die] het komende seizoen zal worden “gereleased” in de vaudevilleshow van de heer McCay. De film krijgt de titel How a Mosquito Operates.’
McCay maakte de zesduizend tekeningen op doorschijnend rijstpapier. De film werd gemaakt voor de ontwikkeling van de celanimatie, waarbij animators op doorzichtige vellen celluloid tekenden en die over een stilstaande achtergrond legden. En dus moest McCay op elke tekening opnieuw de achtergrond tekenen. Die lijkt telkens een beetje heen en weer te bewegen omdat het moeilijk was om steeds precies hetzelfde weer te geven. McCay hergebruikte enkele van de tekeningen om bewegingen te repeteren. Deze techniek had hij een keer in Little Nemo en uitgebreider in zijn latere films toegepast.
In december 1911 was McCay klaar met de tekeningen voor de film. Toen hij deze naar de Vitagraph Studios moest brengen om te fotograferen woedde er een sneeuwstorm. Hij huurde daarom een gesloten, door paarden getrokken taxi om de tekeningen naar de studio te brengen. Die raakte vermist, maar werd een paar dagen later door de politie gevonden. De tekeningen lagen er onbeschadigd in en de paarden stonden enkele kilometers verderop. De eerste poging om het werk te fotograferen mislukte, omdat de booglampen die in de studio werden gebruikt te veel flikkerden. De foto’s werden opnieuw genomen. Het voltooide werk bestond uit bijna 200 meter film.
How a Mosquito Operates ging in januari 1912 in première als onderdeel van McCays vaudevilleshow waarmee hij die lente en zomer toerde. Filmproducent Carl Laemmle kocht de distributierechten onder de voorwaarde dat hij de film pas in de Verenigde Staten mocht vertonen nadat McCay hem in zijn vaudevilleshow had gebruikt. Universal-Jewel bracht de film in 1916 uit onder de titel Winsor McCay and his Jersey Skeeters. De film is ook bekend onder de naam The Story of a Mosquito.
In een verloren gegane gefilmde proloog vinden McCay en zijn dochter, die in hun zomerhuis in New Jersey ‘geteisterd worden door muggen’, een professor die de taal van de insecten spreekt. De professor zegt tegen McCay dat hij ‘een serie tekeningen moet maken om aan te tonen hoe het insect zijn dodelijke werk doet’, en na maanden werk nodigt McCay de professor uit om de film te bekijken.

## Ontvangst en nalatenschap
How a Mosquito Operates werd uitgebracht op een moment dat er meer vraag was naar animatiefilms dan de studio's aankonden. Volgens animator Chris Webster beheerste McCay het medium en kon hij op een geloofwaardige manier beweging creëren. In die tijd stond animatie bij de meeste studio’s nog in de kinderschoenen.
De film trok volle zalen en werd goed ontvangen. De Detroit Times schreef dat het publiek moest huilen van het lachen en naar huis ging met het gevoel een van de beste voorstellingen in de theatergeschiedenis te hebben gezien. De krant noemde de film ‘een prachtige compositie van tekeningen in kleur’, waarbij verwezen werd naar de laatste ontploffingsscène die McCay met de hand rood had ingekleurd (kleurenversies van deze scène zijn niet bewaard gebleven). De New Yorkse krant de Morning Telegraph schreef: ‘[McCays] bewegende beelden van zijn tekeningen doen zelfs filmmagnaten versteld staan omdat ze zo ingenieus en humoristisch zijn.’ Het publiek vond zijn animatie zo levensecht dat vermoed werd dat hij de personages overgetrokken had van foto's of zijn toevlucht had genomen tot trucs en draden had gebruikt.
Ik tekende een belachelijk grote mug die jacht maakt op een slapende man, door het sleutelgat gluurt en zich door het bovenraampje op de man stort. Het publiek vond het leuk, maar beweerde dat er voor het filmeffect draden bij de mug waren gebruikt.— Winsor McCay, "From Sketchbook to Animation", 1927
Om aan te tonen dat hij dat soort trucs niet had gebruikt, koos McCay voor zijn volgende film een wezen dat niet gefotografeerd had kunnen worden: een brontosaurus. De film Gertie the Dinosaur werd in 1914 voor het eerst vertoond als onderdeel van zijn vaudevilleshow. Voordat McCay Gertie uitbracht, liet hij het onderwerp van de film doorschemeren in interviews. Hij had het dan over de potentie van tekenfilms om ‘serieus en leerzaam’ te zijn.
In 1913 kwam The Artist’s Dream uit, de eerste film van de Amerikaanse animator John Randolph Bray. Hierin wisselt hij filmbeelden af met animatiefragmenten en is de hoofdrol weggelegd voor een hond die ontploft na het eten van te veel worst. Deze elementen doen denken aan de eerste twee films van McCay, maar Bray zei dat hij niet op de hoogte was van de films van McCay toen hij aan The Artist’s Dream werkte.
De animatiefilms die na Mosquito werden gemaakt waren over het algemeen op verhalen gebaseerd. Decennialang werd in deze films vrijwel nooit de aandacht gevestigd op de technologie en gefilmde beelden werden zelden gebruikt. Animator en McCay-biograaf John Canemaker prees McCay met het feit dat hij een mug karakter en persoonlijkheid kon geven en vond dat de film qua techniek zijn tijd ver vooruit was en ongeëvenaard tot de Walt Disney Studios in de jaren dertig van de vorige eeuw bekendheid kreeg met films als Sneeuwwitje en de zeven dwergen (1937).